# Ginecologia

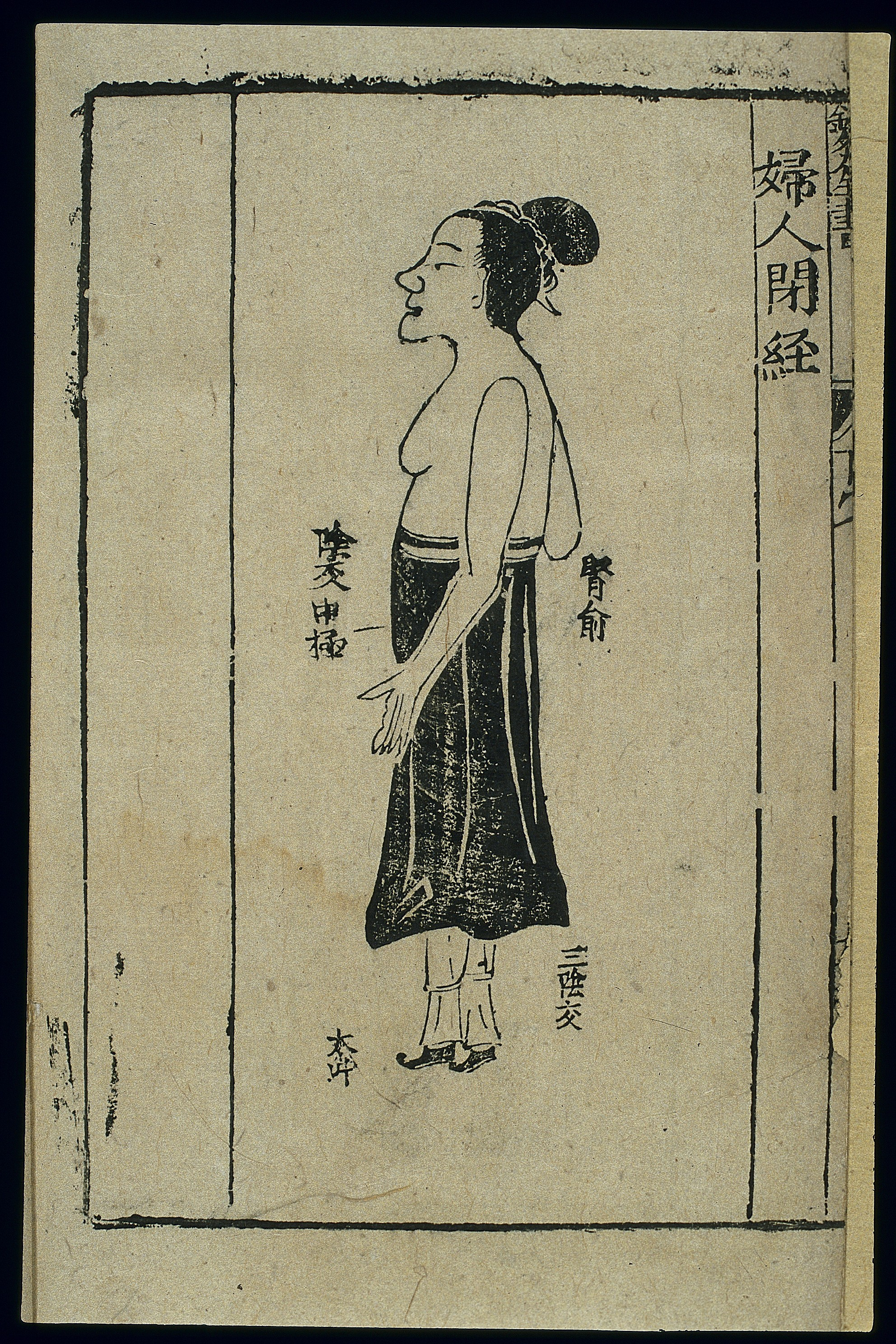
Il·lustració sobre fusta feta al on s'indiquen els punts on tractar l'amenorrea segons la medicina xinesa.

Ginecologia significa literalment La ciència de la dona, però en medicina aquesta és l'especialitat mèdica que tracta les malalties del sistema reproductor femení (úter, vagina i ovaris). La majoria dels ginecòlegs a més a més tenen l'especialitat d'obstetrícia.